# 교회와 신앙
《교회와 신앙》은 기독교계 인터넷 신문이다. 2005년 7월 1일 보도를 시작했으며, 이전에는 월간지(1993년-2002년)와 일간지(2002년-2005년)로 기사를 제공했다. 발행인은 통합측 장로교 성직자인 장경덕 목사이다.

## 보도내용
- 사이비종교 문제
- 목회정보(설교 분석 등)
- 평신도를 위한 정보(가정상담, 간증, 평신도 수준에 맞춘 쉬운신학정보 등)
- 정치, 경제, 사회분석기사
- 기독교계 이슈 취재